# Le Pal
Le Pal is een attractiepark en dierentuin in Saint-Pourçain-sur-Besbre, Frankrijk. Het park opende de deuren in 1973. De oprichter was André Charbonnier (1929-1981). In het jaar van het vijfentwintig jaar bestaan (1998) ontving het park 280.000 bezoekers, terwijl dit er in 2022 net geen 700.000 waren.

## Achtbanen
- Azteka, geopend in 2003
- Siberische Tijger, geopend in 1990
- Twist, geopend in 2011. Draaiende achtbaan
- Yukon Quad, geopend in 2018. Lanceerachtbaan

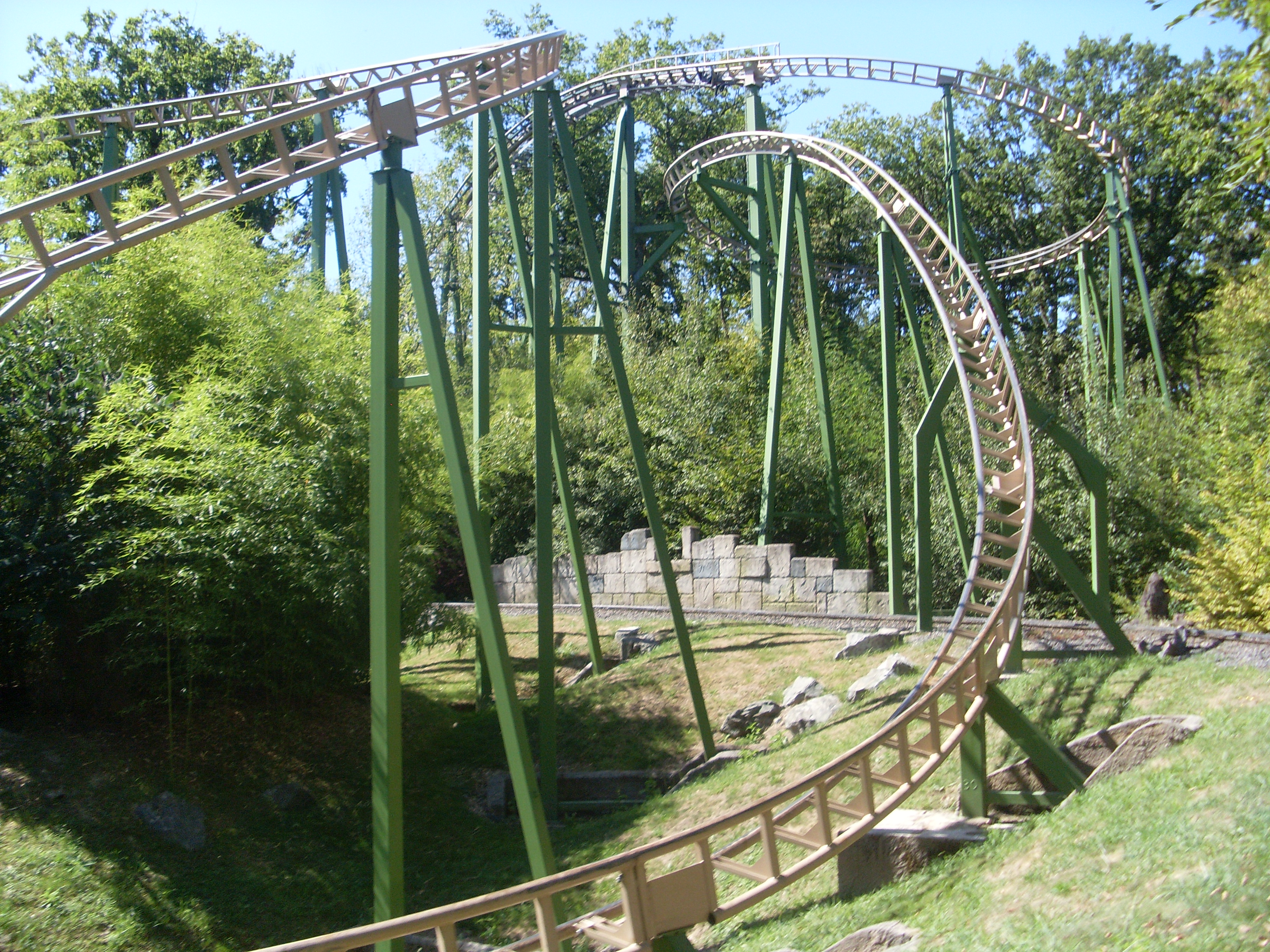
Azteka
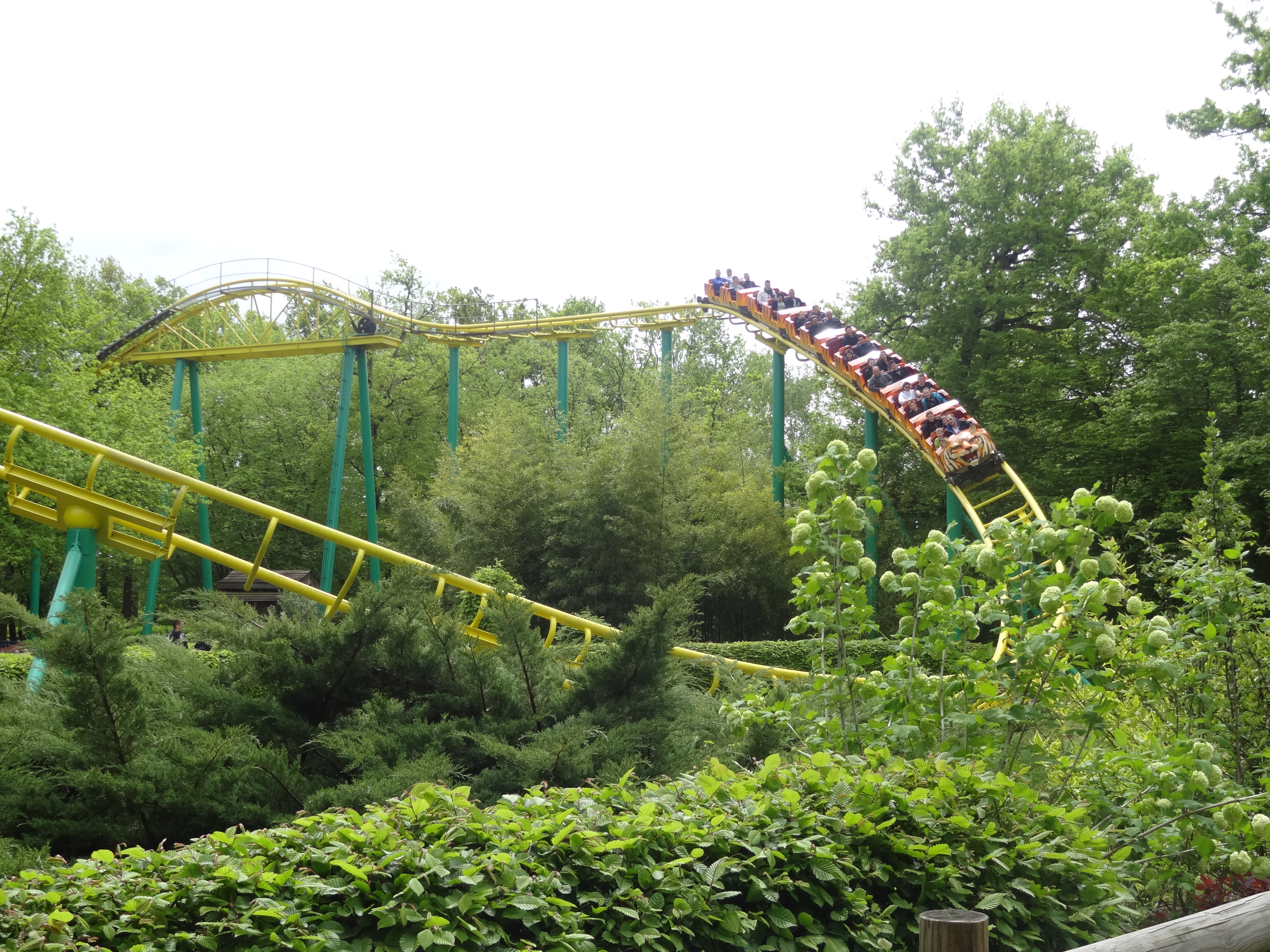
Le Tigre de Sibérie
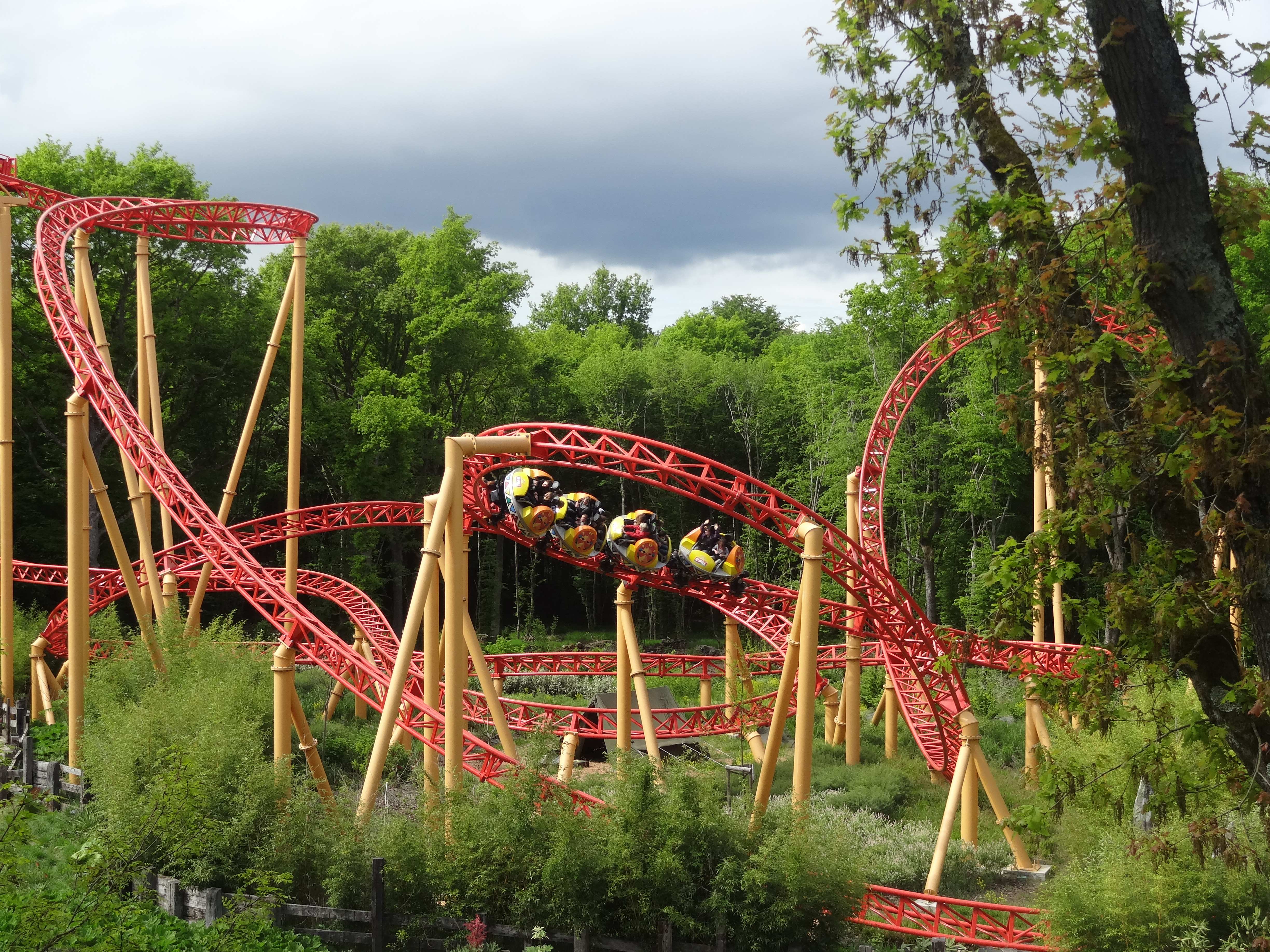
Le Twist

## Waterattracties
- Colorado, rapid river
- Goudzoekersmeer, tow boat ride
- Rapido, waterglijbaan
- Canadese Rivier, boomstamattractie
- Alligator Bay, splash battle

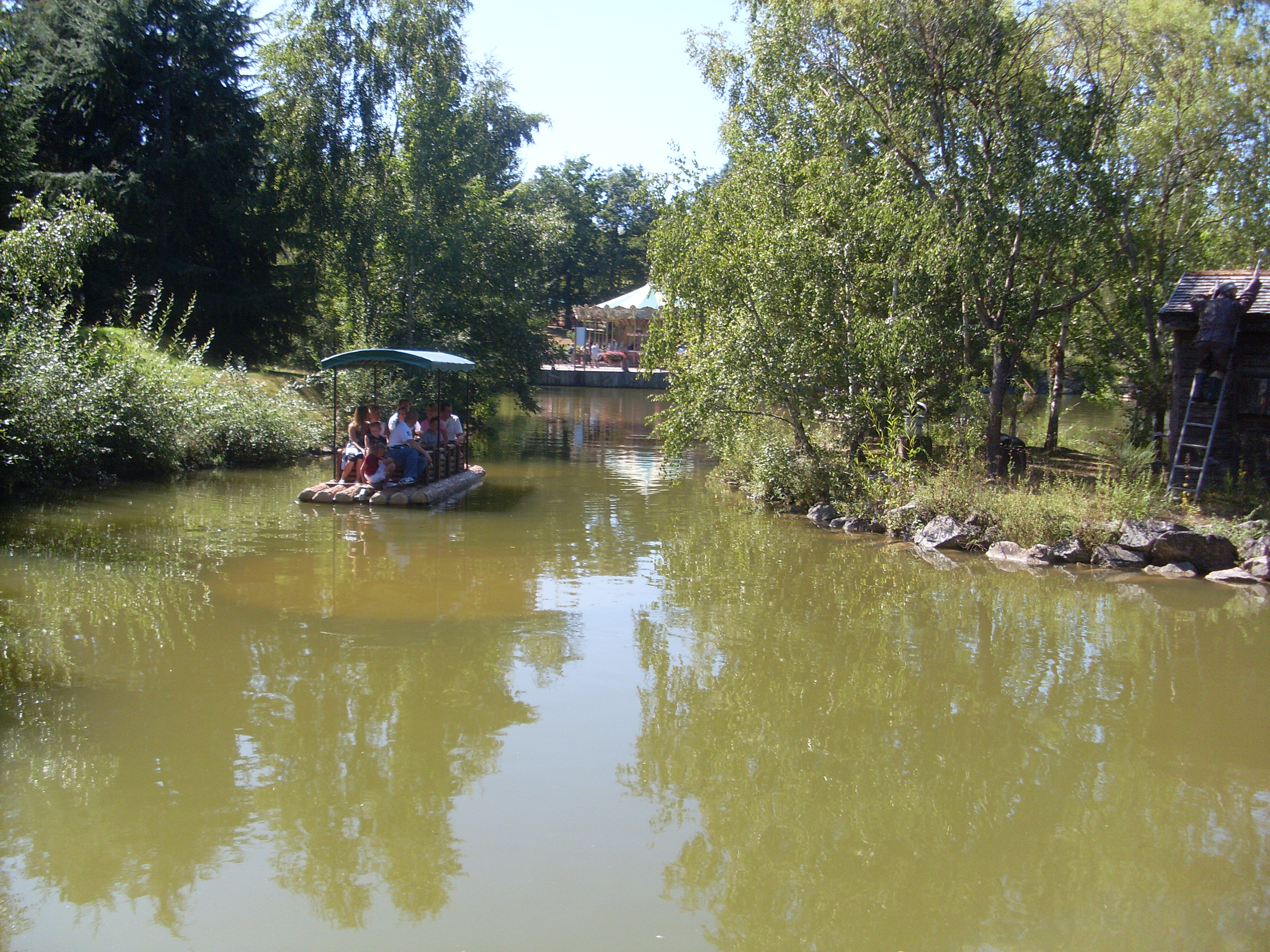
Le Lac des Chercheurs d'Or (Meer van de Goudzoekers)

## Overige attracties
- Le bateau pirate (piratenschip)
- Le Disque du Soleil (zonneschijf)
- Ballons d'Orient (oosterse ballonnen)
- Caravelles (karvelen)
- Carrousel
- Ciné Dynamik 3D
- Conquête de l'Ouest (verovering van het Westen)
- Escadrille du Désert (woestijnsquadron)
- Forêt Enchantée (toverbos)
- Haras du Pal (stoeterij van Le Pal)
- King Kong
- Randonnéé Africaine (safari)
- Les tasses magiques (magische kop-en-schotels)
- La tour mystérieuse (geheimzinnige toren)
- Le train des aventuriers (avonturentrein)
- Voyage au-dessus du Monde (reis boven de wereld)
- La Ronde des Grenouilles (kikkerdraaimolen)

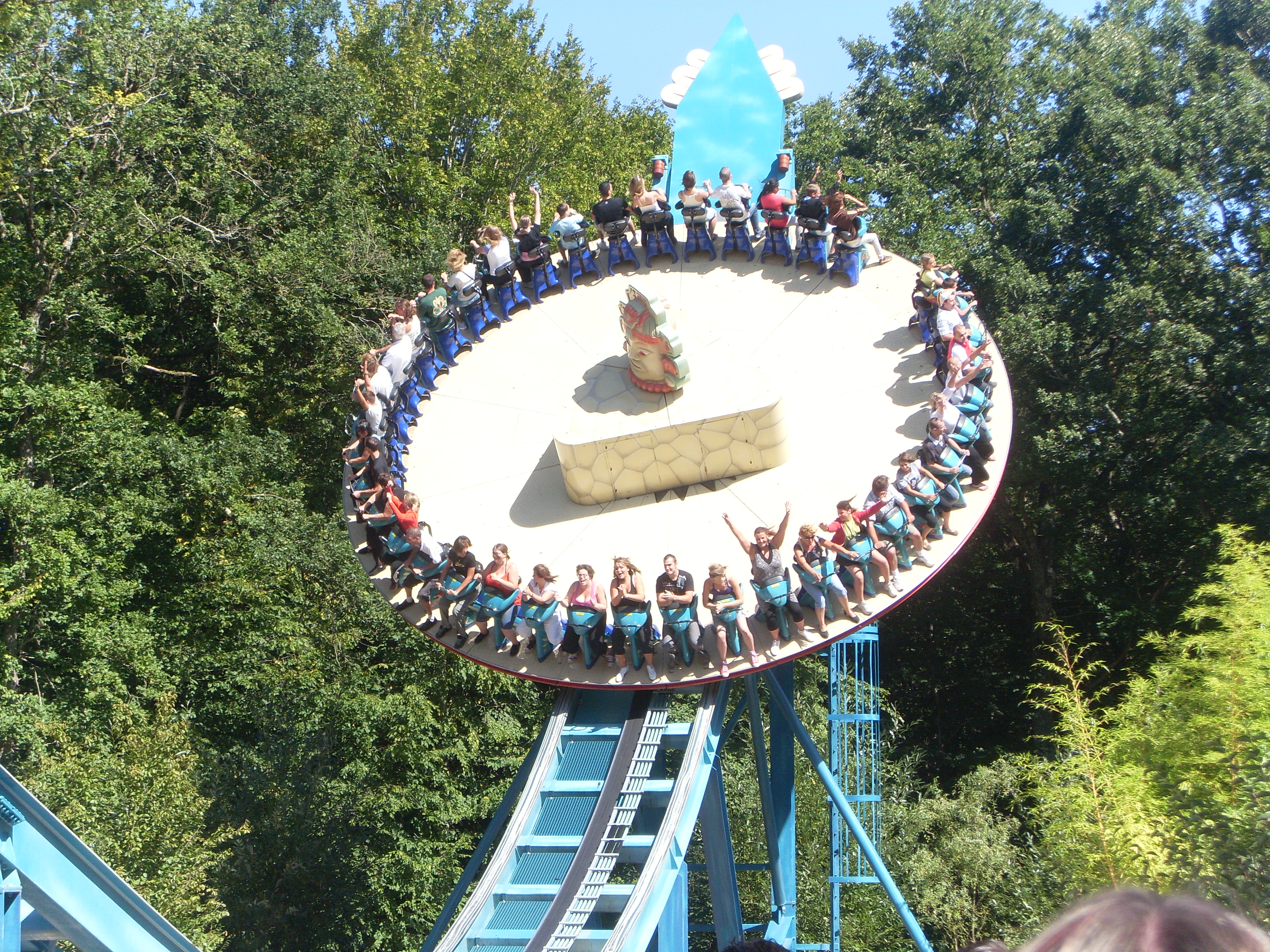
Le Disque du Soleil

## Overnachtingen
Men kan in Le Pal overnachten in lodges in safari-stijl.